# Petra Vámos
Petra Vámos (født 14. september 2000) er en kvindelig ungarsk håndboldspiller som spiller for Debreceni VSC i den ungarske Nemzeti Bajnokság I og Ungarns kvindehåndboldlandshold.
Hun repræsenterede Ungarn, da hun var blandt de udvalgte i landstræner Gábor Eleks endelige trup ved Sommer-OL 2020 i Tokyo., 